# Thismia saulensis
Thismia saulensis är en enhjärtbladig växtart som beskrevs av Hillegonda Maas och Paulus Johannes Maria Maas. Thismia saulensis ingår i släktet Thismia och familjen Burmanniaceae.
Artens utbredningsområde är Franska Guyana. Inga underarter finns listade i Catalogue of Life.